# 1. divisjon 1952/53
Die Saison 1952/53 war die 14. Spielzeit der 1. divisjon, der höchsten norwegischen Eishockeyspielklasse. Meister wurde zum insgesamt dritten Mal in der Vereinsgeschichte Gamlebyen.

## Modus
In der Hauptrunde absolvierte jede der acht Mannschaften insgesamt 14 Spiele. Der Erstplatzierte der Hauptrunde wurde Meister. Für einen Sieg erhielt jede Mannschaft zwei Punkte, bei einem Unentschieden gab es einen Punkt und bei einer Niederlage null Punkte.

## Hauptrunde
Tabelle
|    | Klub                       | Sp | S  | U | N  | Tore  | Punkte |
| -- | -------------------------- | -- | -- | - | -- | ----- | ------ |
| 1. | Gamlebyen                  | 14 | 11 | 1 | 2  | 74:30 | 23     |
| 2. | Furuset Ishockey           | 14 | 10 | 2 | 2  | 76:25 | 22     |
| 3. | IL Mode                    | 14 | 9  | 0 | 5  | 54:42 | 18     |
| 4. | Hasle                      | 14 | 8  | 1 | 5  | 54:55 | 17     |
| 5. | Allianseidrettslaget Skeid | 14 | 5  | 4 | 6  | 41:31 | 14     |
| 6. | Stabæk IF                  | 14 | 5  | 1 | 8  | 33:58 | 11     |
| 7. | Grüner IL                  | 14 | 1  | 2 | 11 | 23:69 | 4      |
| 8. | Vålerenga Ishockey         | 14 | 1  | 1 | 12 | 27:72 | 3      |

Sp = Spiele, S = Siege, U = unentschieden, N = Niederlagen, OTS = Overtime-Siege, OTN = Overtime-Niederlage, SOS = Penalty-Siege, SON = Penalty-Niederlage